# Jerbu marsupial
El jerbu marsupial (Antechinomys laniger) és una espècie de marsupial de l'ordre dels dasiüromorfs. És l'única espècie del gènere Antechinomys. És originari del centre i el sud d'Austràlia, on viu en una varietat d'hàbitats incloent-hi zones boscoses i semideserts amb matolls. El nom és a causa de la similiritut d'aspecte amb els jerbus, malgrat pertànyer a un ordre diferent.